# 李圣宰
李圣宰（1977年9月19日—），韩国围棋职业棋手。出生于首尔，日本著名棋手赵治勋的外甥。1992年入段，2000年升为六段，
2001年服兵役，2006年7月升为八段，2009年3月升为九段
李圣宰1996年第3届乐天杯中韩对抗赛上战胜曹大元、负于常昊。
1997年连胜芮迺伟和罗洗河，进入第2届三星保險杯八强。同年第2届LG盃上再胜曹大元后不敌马晓春。第1、3届LG盃都是负于日本棋手，止步第1轮。
1998年连胜张秀英和俞斌，再次进入三星杯（第3届）八强。
1999年胜罗马尼亚棋手和常昊，进入第12届富士通杯八强后负于小林觉。